# 2004 en Nouvelle-Écosse
Chronologie de la Nouvelle-Écosse
- 2000
- 2001
- 2002
- 2003
- 2004
- 2005
- 2006
- 2007
- 2008

Cette page concerne des événements d'actualité qui se sont produits durant l'année 2004 dans la province canadienne de la Nouvelle-Écosse.

## Politique
- Premier ministre : John F. Hamm
- Chef de l'Opposition :
- Lieutenant-gouverneur : Myra Freeman
- Législature :

## Événements
- Le troisième Congrès mondial acadien a lieu dans le sud-ouest dans la province.
- 14 octobre : Adoption de la Loi sur les services en français dans la province.